# Герхарт, Дэниэл
Дэниэл Фрэнсис Герхарт (англ. Daniel Francis Gearhart; 9 ноября 1941, Вашингтон — 10 июля 1976, Луанда), в русскоязычных источниках иногда Даниэль Герхарт или Даниэль Гирхарт — американский военнослужащий и наёмник, ветеран войны во Вьетнаме, участник гражданской войны в Анголе на стороне ФНЛА. В феврале 1976 был взят в плен правительственными войсками МПЛА. Предстал в качестве обвиняемого на процессе в Луанде. Был единственным из подсудимых, кто открыто выражал антикоммунистические взгляды. Несмотря на то, что не успел принять участие ни в одном бою, приговорён к смертной казни и расстрелян.

## Сложности жизни
Родился в семье вашингтонского рабочего. После средней школы прошёл военное обучение и добровольно поступил на службу в армию США. Был направлен во Вьетнам, служил в охране высокопоставленных военачальников, в том числе генерала Уэстморленда.
Вернувшись в США, поселился с женой и четырьмя детьми в Уитоне (штат Мэриленд). Зарабатывал как подсобный рабочий в столовой и на производстве парашютов. Поступил в Национальную гвардию, раз в месяц выходил на патрулирование.
Дэниэл Герхарт испытывал постоянные денежные затруднения (в значительной степени из-за расходов на лечение одного из сыновей). Постепенно он увязал в долгах, искал возможности получить крупный заработок.

## Уход в наёмники
В январе 1976 года Герхарт поместил объявление в журнале Солдат удачи (редактировал издание вьетнамский ветеран-рейнджер и мастер боевых искусств Майкл Эчанис). Он предложил свои услуги в качестве военного профессионала-наёмника («желательно в Южной и Центральной Америке, но и везде в мире, если вы оплачиваете транспортировку»). Примерно через месяц он получил предложение: участвовать в гражданской войне в Анголе на стороне национал-консервативного движения ФНЛА против прокоммунистического правительства МПЛА. Финансовые условия показались приемлемыми, и Герхарт согласился.
10 февраля 1976 года Герхарт был доставлен через Киншасу в Сан-Сальвадор-ду-Конго — город на севере Анголы, в тот момент ещё контролируемый вооружёнными формированиями ФНЛА. Однако он не успел включиться в военные действия. Вооружённые силы МПЛА вели стремительное наступление, и уже 13 февраля Герхарт был взят в плен — не приняв участия ни в одном бою и даже не сделав ни одного выстрела.

## Поведение на процессе
11 июня 1976 года в Луанде открылся процесс над наёмниками. Перед судом предстали 13 человек — 10 британцев и 3 американца. Все они обвинялись в наёмничестве и вооружённой борьбе против режима МПЛА. Некоторые — прежде всего Костас Георгиу, он же «полковник Тони Каллэн» — также в убийствах и пытках.
В отношении Дэниэла Герхарта такие обвинения не выдвигались. Не обвинялся он и в вооружённом сопротивлении ангольским властям — к которому не успел реально присоединиться. Фактически единственным обвинением против него был статус наёмника как таковой. Акцент делался на объявлении Герхарта в «Солдате удачи». При этом правовые основы обвинения в наёмничестве создавались исключительно внутренней инструкцией МПЛА, утверждённой в 1966 году, когда правящая партия Анголы была лишь одним из партизанских движений.
Важную роль сыграло поведение Герхарта на суде. Он был единственным подсудимым, который не заявлял о своей аполитичности. Герхарт открыто высказывал идейно-политические взгляды, говорил, что приехал в Анголу не столько за заработком (ему были выплачены 1640 долларов, которые он отправил семье), сколько для борьбы против коммунизма. Суть понятия «коммунизм» Герхарт объяснял как «нечто северокорейское».
(В этом плане интересно заметить, что, несмотря на коммунистический характер режима КНДР, именно северокорейское руководство длительное время поддерживало в ангольском конфликте ФНЛА Холдена Роберто. Северокорейские артиллерийские орудия, поставленные Заиру находились на вооружении войск ФНЛА, хотя использование не было эффективным. По всей видимости, такие нюансы не были известны Дэниэлу Герхарту.)
При этом Герхарт подчёркивал, что расистские предрассудки ему абсолютно чужды. В то же время он заявил, что получил урок на всю жизнь и впредь не станет наёмником ни за какие деньги.
Антикоммунистические выступления Дэниэла Герхарта на суде способствовали суровому вердикту. Представитель обвинения характеризовал Герхарта как крайне опасного человека. Советская пропаганда (освещавшая процесс) и кубинские авторы причисляли его к «агентам ЦРУ» — чему нет никаких подтверждений.

## Казнь
28 июня 1976 Дэниэл Фрэнсис Герхарт был приговорён к смертной казни. (Трое других казнённых — Костас Георгиу-Каллэн, Эндрю Маккензи, Дерек Джон Баркер — в отличие от Герхарта, участвовали в боях и совершали реальные убийства.) Этот приговор отразил политический характер процесса. С осуждением выступили премьер-министр Великобритании Джеймс Каллагэн, президент США Джеральд Форд, госсекретарь США Генри Киссинджер.
10 июля 1976 Дэниэл Фрэнсис Герхарт был расстрелян в тюрьме Луанды. 26 июля тело доставили в США. Похоронен Дэниэл Герхарт на кладбище в Силвер-Спринге.

## Оценки
В последнем письме жене Дэниэл Фрэнсис Герхарт объяснял случившееся с ним неудачно сложившейся жизнью и выражал сожаление, что не успел «совершить ничего хорошего». Однако его выступления на суде даже противники отмечали как необычные для процесса наёмников и проникнутые убеждениями.